# Galindo I. Aznárez
Galindo I. Aznárez (aragonski: Galindo I Aznárez) (umro 867.) bio je španjolski plemić, grof Aragonije, Cerdanye (824. – 834.) i Urgella.
Njegovi roditelji su bili grof Aragonije Aznar I. Galíndez i njegova supruga.
Grof Galindo je samostanu svetog Petra od Sirese (šp. Monasterio de San Pedro de Siresa) donirao novac.
Galindo i nepoznata žena bili su roditelji grofa Aznara II. Galíndeza.